# Flamsteed (cràter)
Flamsteed és un petit cràter d'impacte lunar situat a l'Oceanus Procellarum. Es troba gairebé a l'est del cràter de tons foscos Grimaldi, i al nord-nord-oest de la badia apareix el cràter Letronne inundat de lava al costat sud de la mar lunar.

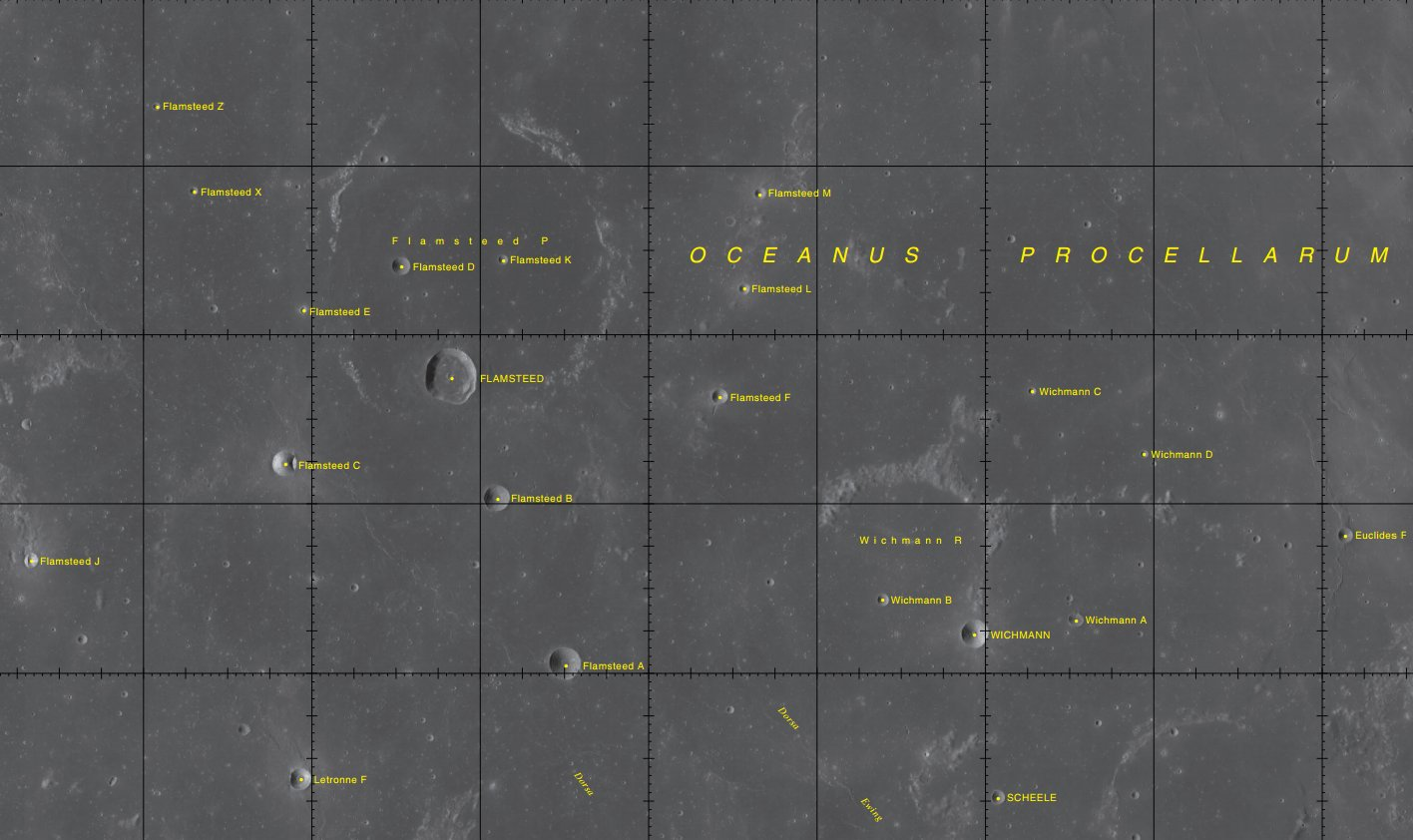
Localització de Flamsteed (dreta de la imatge)
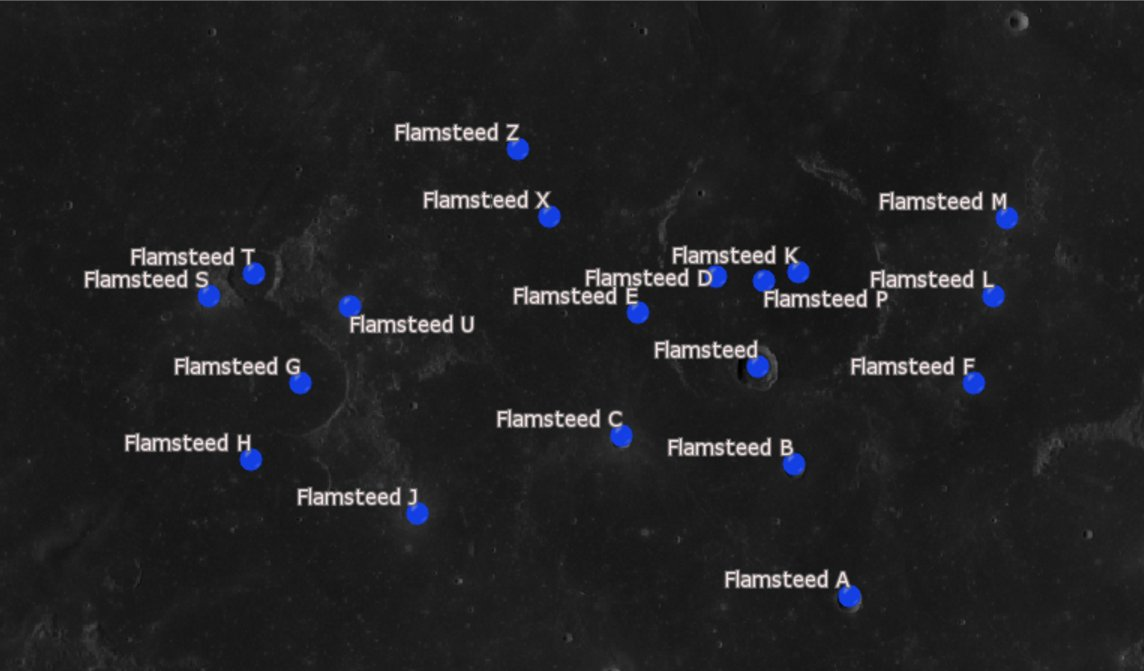
Cràters satèl·lit

La vora d'aquest cràter no és circular, presentant un voluminós cap al sud-est. L'interior és relativament pla i sense impactes significatius. El cràter es troba dins la vora sud d'un cràter més gran que ha estat gairebé totalment submergida pels fluxos de lava basàltica que van formar l'Oceanus Procellarum. Tot el que queda d'aquest element designat Flamsteed P són alguns tossals disposats en una formació circular.

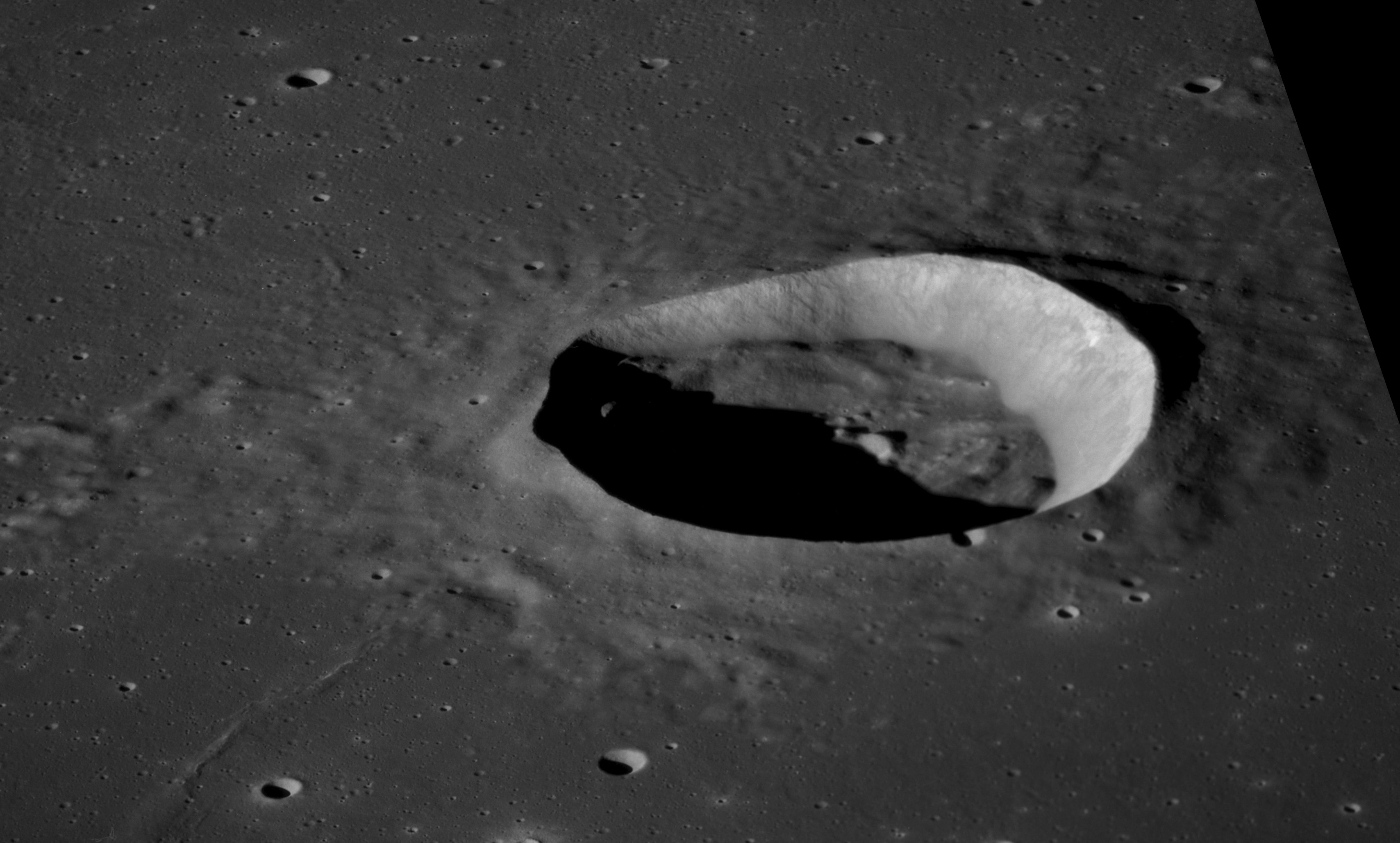
Fotografia de l'Apollo 12
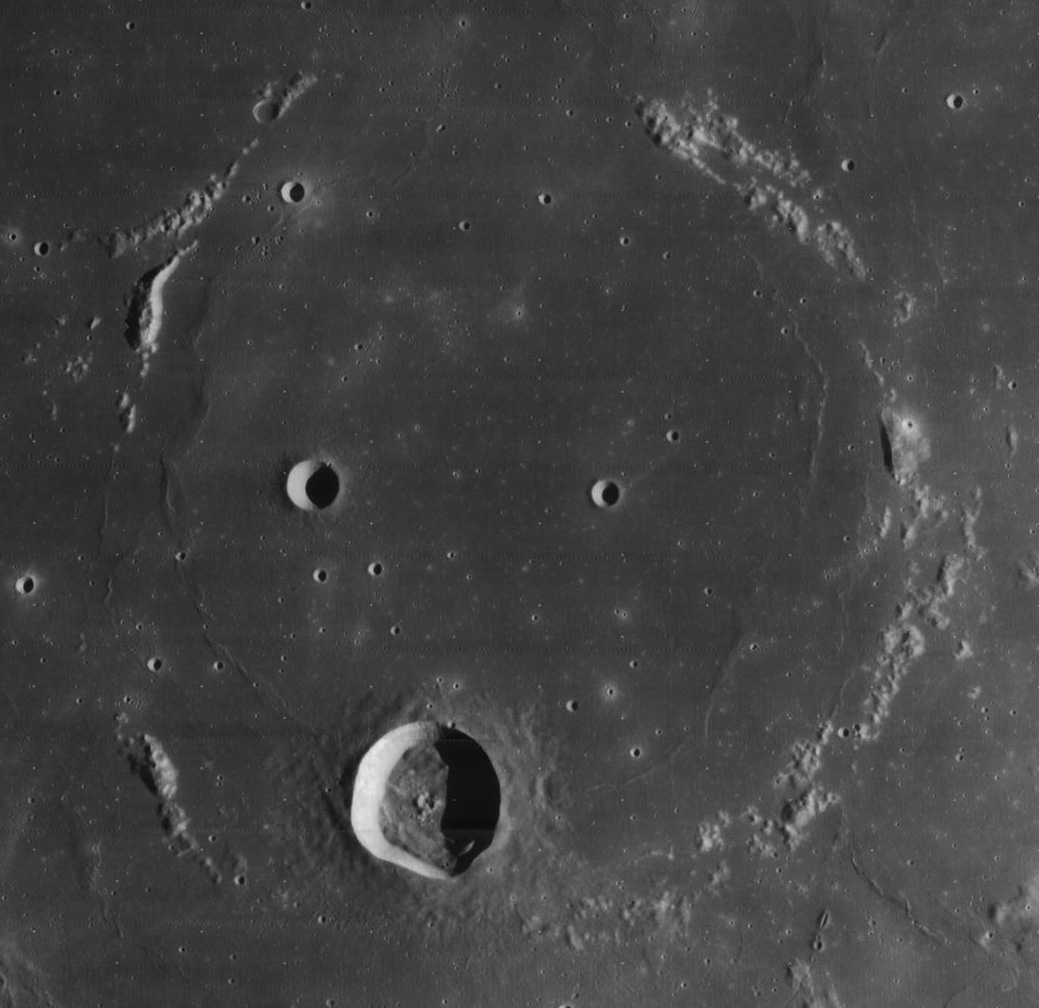
Flamsteed P (anell de turons)

La nau Surveyor 1 va alluna dins la vora nord-est del cràter enterrat Flamsteed P, uns 50 quilòmetres al nord-nord-est de la vora del cràter principal.

## Cràters satèl·lit
Per convenció, aquests elements són identificats als mapes lunars posant la lletra al costat del punt mitjà del cràter que està més prop de Flamsteed.
| Flamsteed | Coordenades                        | Diàmetre |
| --------- | ---------------------------------- | -------- |
| A         | 7° 54′ S, 42° 54′ O / 7.9°S,42.9°O | 11 ;km   |
| B         | 5° 54′ S, 43° 42′ O / 5.9°S,43.7°O | 10 ;km   |
| C         | 5° 30′ S, 46° 18′ O / 5.5°S,46.3°O | 9 ;km    |
| D         | 3° 12′ S, 44° 54′ O / 3.2°S,44.9°O | 6 km     |
| E         | 3° 42′ S, 46° 06′ O / 3.7°S,46.1°O | 2 km     |
| F         | 4° 42′ S, 41° 06′ O / 4.7°S,41.1°O | 5 ;km    |
| G         | 4° 48′ S, 50° 54′ O / 4.8°S,50.9°O | 46 km    |
| H         | 5° 54′ S, 51° 42′ O / 5.9°S,51.7°O | 4 km     |
| J         | 6° 36′ S, 49° 18′ O / 6.6°S,49.3°O | 5 km     |
| K         | 3° 06′ S, 43° 42′ O / 3.1°S,43.7°O | 4 km     |
| L         | 3° 24′ S, 40° 54′ O / 3.4°S,40.9°O | 4 km     |
| M         | 2° 24′ S, 40° 36′ O / 2.4°S,40.6°O | 4& km    |
| P         | 3° 12′ S, 44° 06′ O / 3.2°S,44.1°O | 112 km   |
| S         | 3° 24′ S, 52° 12′ O / 3.4°S,52.2°O | 4 km     |
| T         | 3° 06′ S, 51° 36′ O / 3.1°S,51.6°O | 24 km    |
| U         | 3° 36′ S, 50° 12′ O / 3.6°S,50.2°O | 4 km     |
| X         | 2° 18′ S, 47° 18′ O / 2.3°S,47.3°O | 3 km     |
| Z         | 1° 18′ S, 47° 48′ O / 1.3°S,47.8°O | 3 km     |